# Herrstein
Herrstein là một đô thị thuộc huyện Birkenfeld, bang Rheinland-Pfalz, Đức. Đô thị này có diện tích 4,79 km². Herrstein toạ lạc ở Hunsrück, cự ly khoảng 10 km về phía bắc Idar-Oberstein.
Herrstein nổi tiếng với trung tâm lịch sử. Đầu thế kỷ 18, kẻ giết người và trộm cướp "Schinderhannes" bị giam tù ở Herrstein.
Herrstein là thủ phủ của Verbandsgemeinde ("đô thị tập thể") Herrstein.

## Hình ảnh

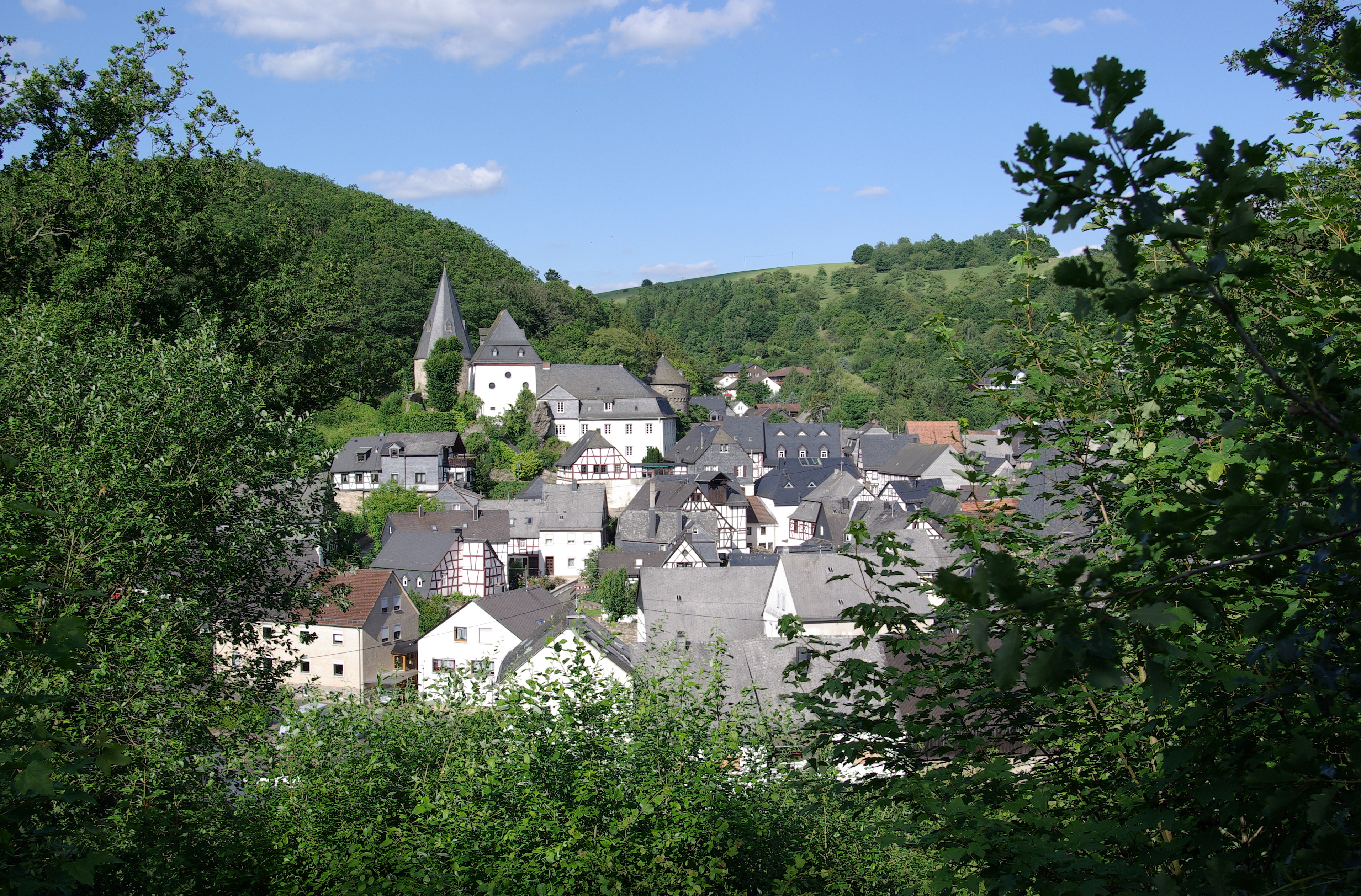
Cảnh Herrstein
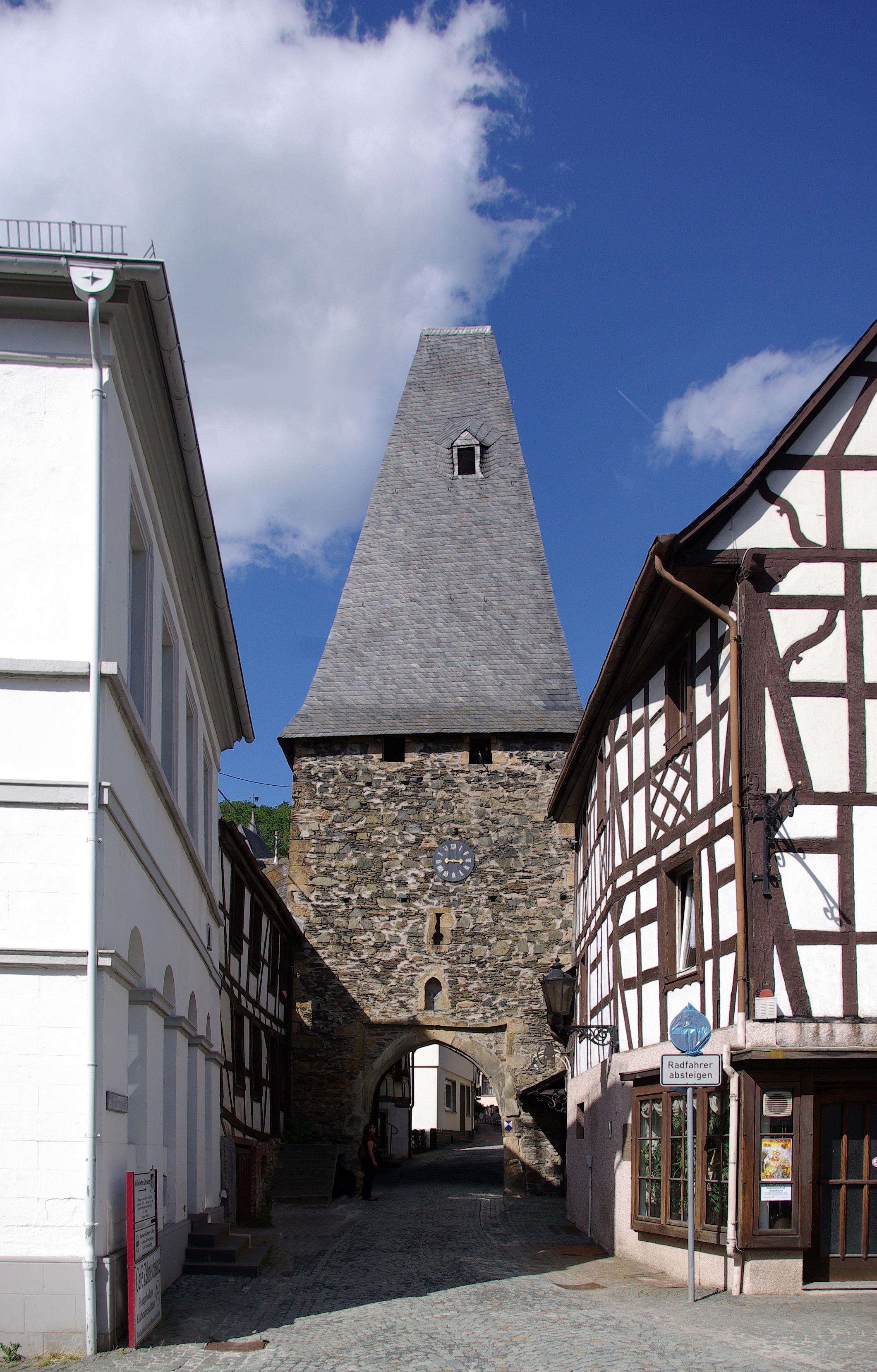
Tháp đồng hồ
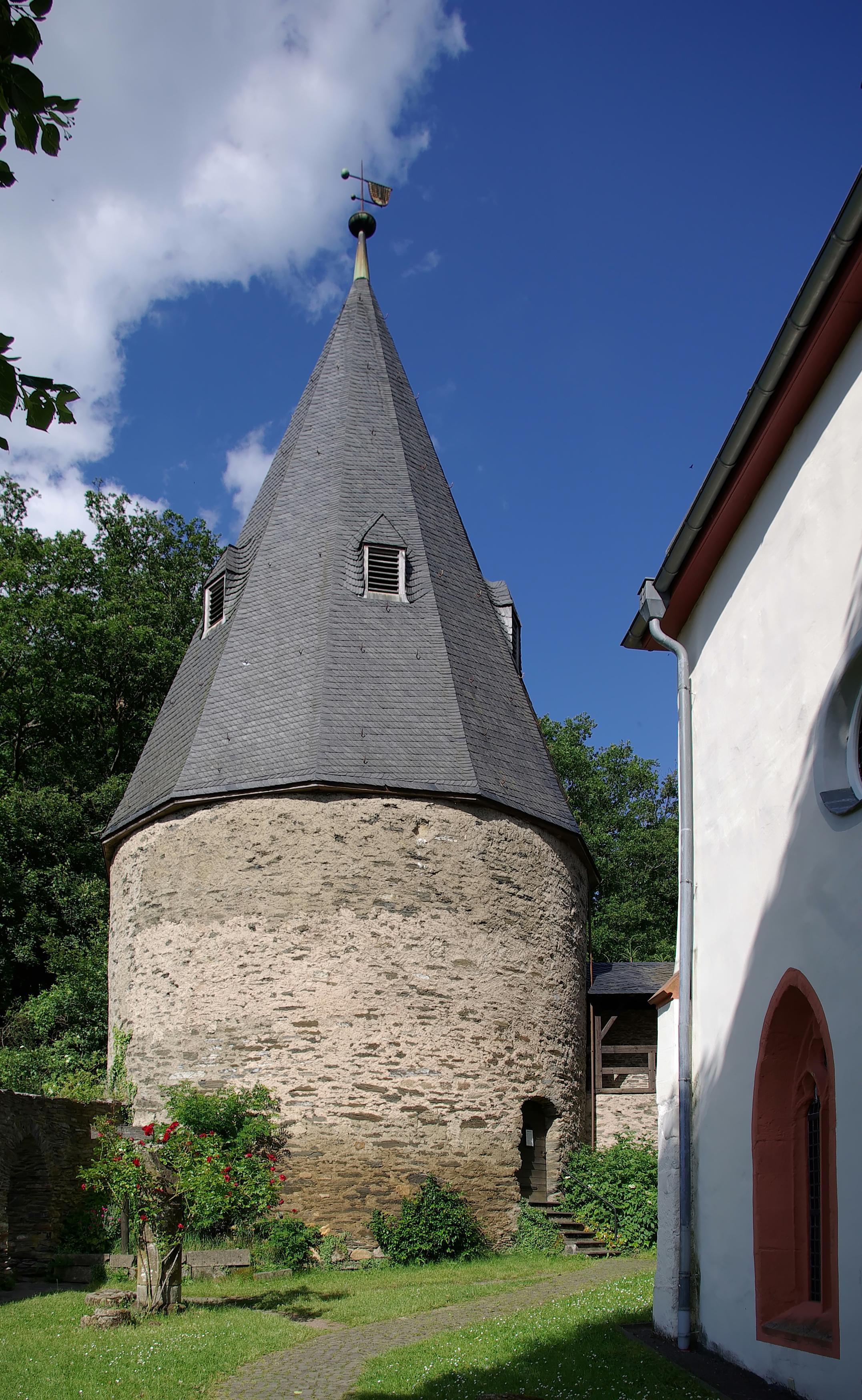
Tháp chuông